# Giuseppe Dante
Giuseppe Dante   (Piove di Sacco, 14 de març de 1931 - Desio, 21 de novembre de 2018), també conegut com a Peppino Dante fou un ciclista italià, professional entre 1957 i 1965. En el seu palmarès sols destaca una victòria d'etapa a la tercera etapa de la Volta a Catalunya de 1959, quan es presentà en solitari a l'arribada de Lleida.

## Palmarès
- 1956
  - 1r a la Coppa Caduti Nervianesi
- 1959
  - Vencedor d'una etapa a la Volta a Catalunya

### Resultats al Giro d'Itàlia
- 1959. 38è de la classificació general
- 1961. 62è de la classificació general
- 1962. 28è de la classificació general
- 1963. 41è de la classificació general

### Resultats al Tour de França
- 1962. 67è de la classificació general
- 1963. Abandona (7a etapa)